# Jean Louis Sponsel

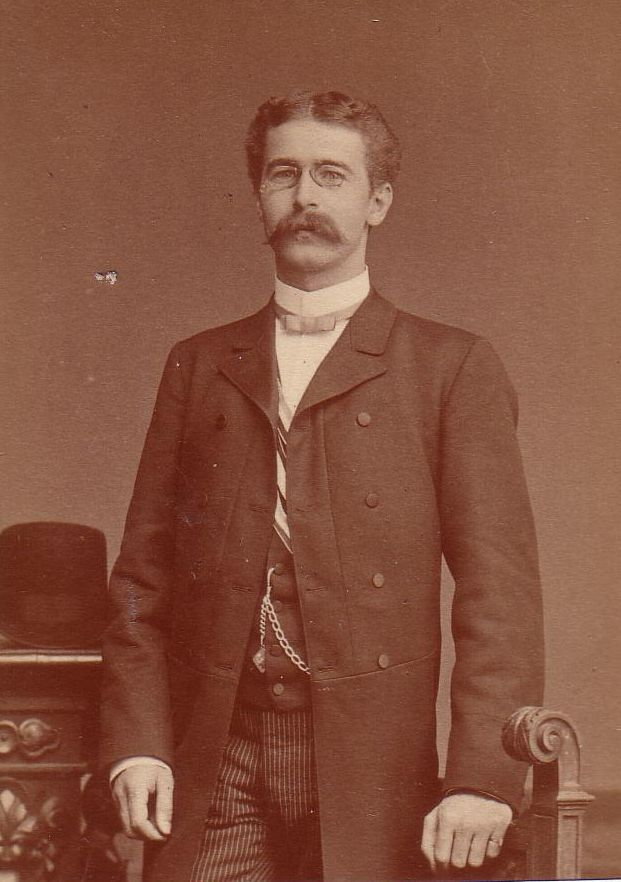
Ludwig Sponsel

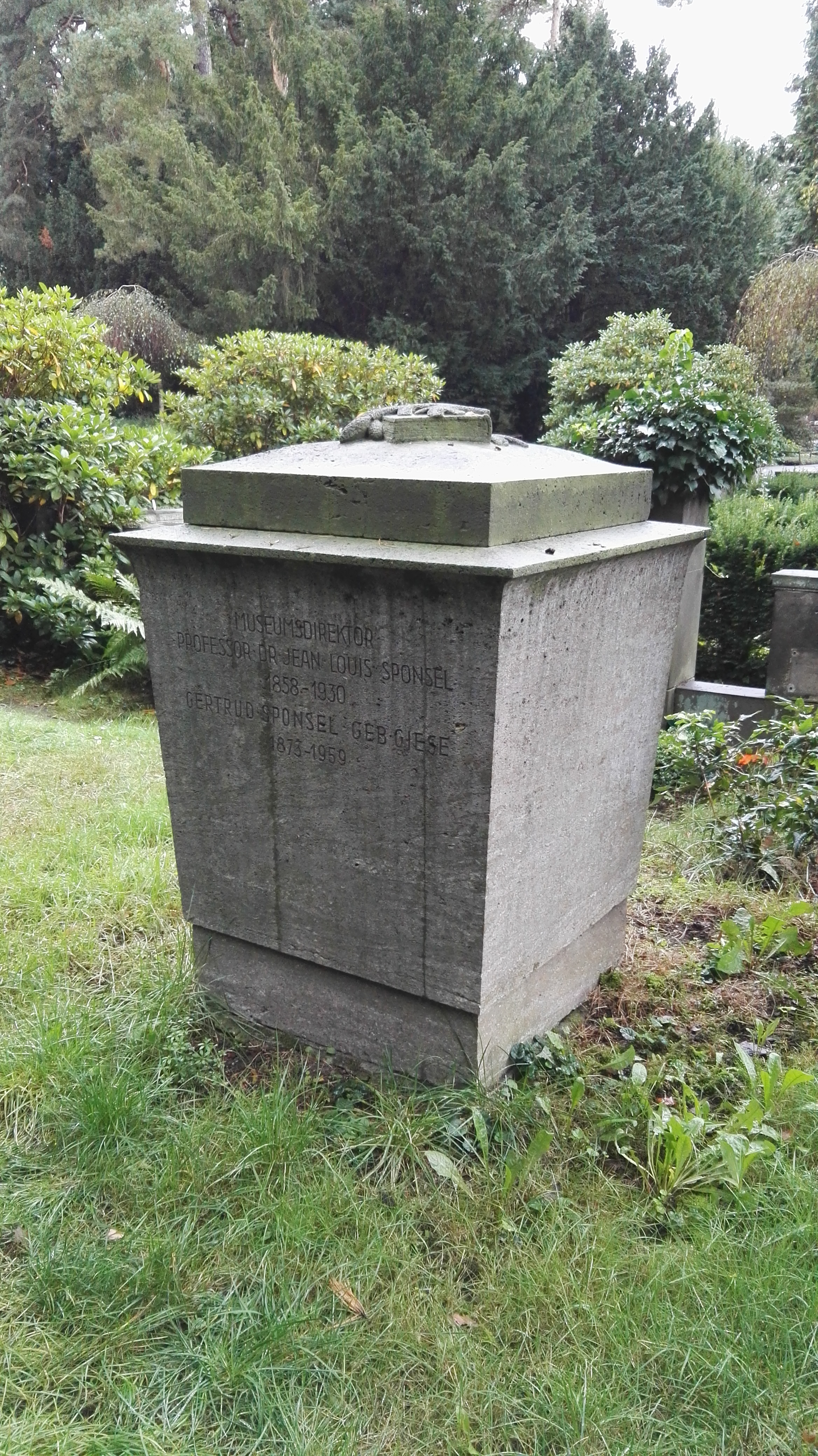
Grabstätte

Jean Louis (Ludwig) Sponsel (* 8. November 1858 in Hanau; † 10. Januar 1930 in Dresden) war ein deutscher Kunsthistoriker und Museumsdirektor.

## Leben
Sponsel studierte Kunstgeschichte und Klassische Archäologie in Berlin, München und Bonn. 1887 wurde er in Leipzig im Fach Kunstgeschichte bei Anton Springer mit einer Dissertation über Joachim von Sandrarts Teutsche Akademie der edlen Bau-, Bild- und Malereikünste promoviert. Von Karl Woermann wurde er als Mitarbeiter an das Kupferstichkabinett in Dresden berufen, wo er sich unter anderem mit der Geschichte des künstlerischen Plakats beschäftigte und dadurch das Sammel- und Arbeitsfeld des Kupferstichkabinetts erweiterte. Daneben galt sein Interesse vor allem der Architektur und Baugeschichte. Im Jahr 1892 veröffentlichte er einen großen Band über die Dresdner Frauenkirche, 1896 über die ehemalige Abteikirche in Amorbach. 
Sponsel habilitierte sich 1898 und war anschließend an der TH Dresden als Privatdozent für Geschichte der Architektur und des Kunstgewerbes tätig. Von 1902 bis 1908 lehrte er als  a. o. Professor für Geschichte der Architektur und des Kunstgewerbes an der Hochschule. Im Jahr 1905 war er außerdem Direktor des Kupferstichkabinetts in Dresden.
Im Jahr 1908 wurde Sponsel Direktor des Dresdner Kunstgewerbemuseums, des Historischen Museums und des Münzkabinetts und leitete von 1914 bis 1923 als Direktor zudem das Grüne Gewölbe. Zu seinen Ehren wurde der 2005 im Grünen Gewölbe  eingeweihte Raum für Sonderausstellungen nach ihm benannt.
Sponsels wissenschaftlicher Nachlass befindet sich im Hauptstaatsarchiv Dresden. Er ist auf dem Urnenhain Tolkewitz bestattet.

## Corpsstudent

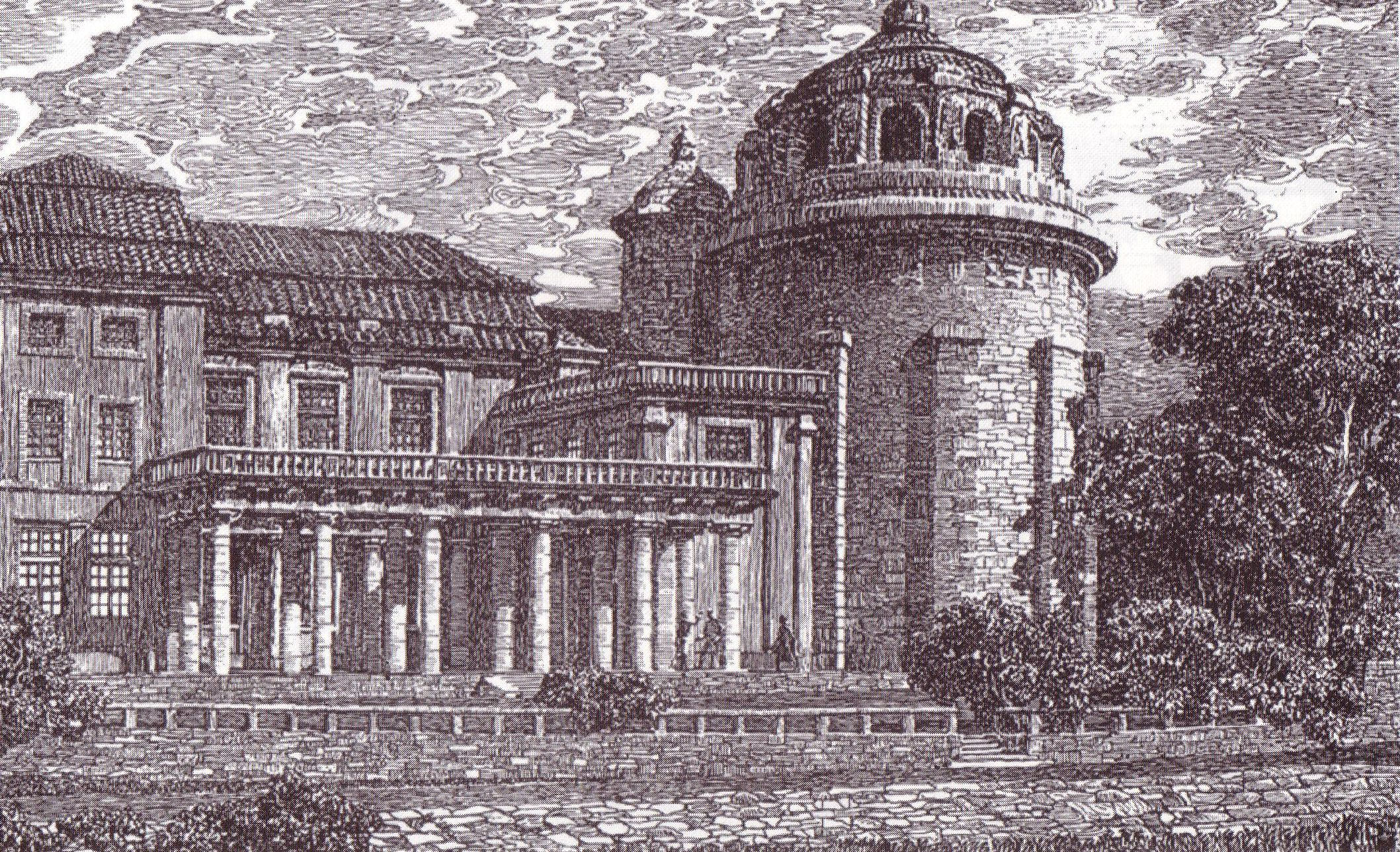
Korps-Haus in Kösen

Sponsel war Mitglied der Corps Normannia Berlin, Suevia München (1883) und Rhenania Bonn (1884), an deren Rekonstitution er mitgewirkt hatte. 1892 gehörte er zu den Mitbegründern des Alte-Herren-Senioren-Convents Dresden. Als Vorsitzender des Verbandes Alter Corpsstudenten (1905–1909) engagierte er sich für eine Kongresshalle und ein Archivgebäude des Kösener Senioren-Convents-Verband in Kösen. Das Projekt und die Pläne des Architekten Wilhelm Kreis wurden jedoch aus Rentabilitätsgründen verworfen.

## Veröffentlichungen (Auswahl)
- Die Frauenkirche zu Dresden. Dresden 1893, ND Holzminden 2005
- Das moderne Plakat. Dresden 1897
- Fürsten-Bildnisse aus dem Hause Wettin. Dresden 1906
- Führer durch das Grüne Gewölbe zu Dresden. 2. Auflage. Dresden 1921, ND Dresden 2002
- Der Zwinger, die Hoffeste und die Schlossbaupläne zu Dresden. 2 Bände, Dresden 1924
- Das Grüne Gewölbe zu Dresden. Eine Auswahl von Meisterwerken der Goldschmiedekunst. 4 Bände, Leipzig 1925–1932 (Digitalisat)